# Mlhovinová hypotéza

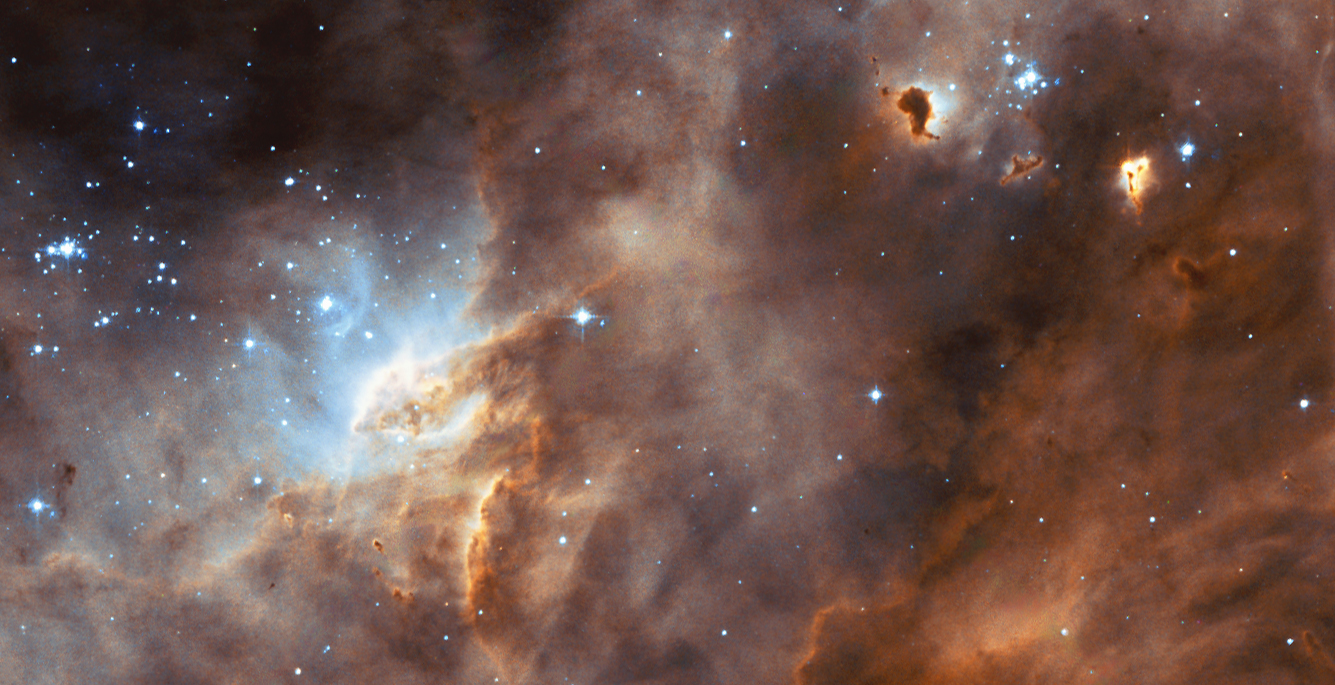
Oblast tvorby nových hvězd ve Velkém Magellanově oblaku, označovaná jako N11B, na snímku z Hubbleova vesmírného dalekohledu

Mlhovinová hypotéza (též nebulární hypotéza) je v současné době nejrozšířenější astronomickou hypotézou vysvětlující vznik sluneční soustavy. Lze ji ovšem aplikovat na vznik planetárních soustav v celém Vesmíru.
Základy mlhovinové hypotézy navrhl již roku 1734 švédský vědec Emanuel Swedenborg. Immanuel Kant, který Swedenborgovou práci znal, hypotézu rozvinul v roce 1755 v publikaci Universal Natural History and Theory of the Heavens, kde uvádí, že plynná mračna (mlhoviny) se pomalu otáčejí, postupně se hroutí a zplošťují vlivem gravitace a nakonec tvoří hvězdy a planety.
Od doby své první formulace hypotéza prodělala řadu změn a úprav. Vychází z předpokladu, že hvězdy a planetární soustavy vznikají kolapsem obrovských molekulárních mračen složených především z molekul vodíku. Tato mračna se mohou působením vnějších vlivů stát gravitačně nestabilními, vzniknou v nich regiony s vyšší koncentrací hmoty, které dále pokračují v gravitačním kolapsu, až v nich nakonec vzniknou hvězdy. Vznik hvězd je složitý proces, během nějž se vždy kolem hvězdy vytváří plynný protoplanetární disk. V něm mohou za určitých okolností, které zatím nejsou zcela přesně známé, vzniknout planety. Vznik planetárních systémů je tedy zřejmě přirozeným důsledkem tvorby hvězd. Vznik hvězdy velikosti Slunce obvykle trvá kolem 100 milionů let.
Protoplanetární disk je akreční disk kolem mladé hvězdy, který ji dále zásobuje hmotou. V počátečních fázích je velmi horký, ale později chladne, zatímco centrální hvězda vstupuje do fáze hvězdy typu T Tauri. V akrečním disku již mohou vznikat i malá prachová zrna tvořená minerály a ledem. Ta se mohou dále spojovat až do 1 kilometr velkých planetesimál. Pokud je disk dostatečně hmotný, akrece pokračuje poměrně překotným způsobem a během 100 000 až 300 000 let se vytvářejí protoplanety velikosti Měsíce až Marsu. V blízkosti hvězdy tato planetární embrya prochází fází vzájemných srážek, jejichž výsledkem je několik terestrických planet. Tato poslední fáze může trvat 100 milionů až 1 miliardu let.
Tvorba obřích planet je komplikovanější proces. Předpokládá se, že se tak děje za tzv. sněžnou čárou, kde se protoplanety vytvářejí především z různých zmrzlých materiálů. Důsledkem je, že jsou několikrát hmotnější než ty, které se vytvořily ve vnitřní části protoplanetárního disku. Následující proces ještě není zcela prozkoumán, avšak je zřejmé, že některá z těchto embryí mohou nakonec dosáhnout hmotnosti 5 až 10 Zemí, což je hraniční hodnota umožňující zachycování plynu sestávajícího z vodíku a helia. Akumulace plynu kolem tohoto jádra je zpočátku pomalý proces, který trvá několik milionů let, jakmile však protoplaneta dosáhne hmotnosti asi 30 Zemí, nabere na rychlosti a překotnosti. Planety velikosti Jupiteru či Saturnu zřejmě dokáží nashromáždit veškerou svou zbývající hmotu během pouhých 10 000 let. Akrece končí teprve tehdy, až je veškerý plyn v okolí vyčerpán. Vytvořené planety potom mohou migrovat na velké vzdálenosti. Ledoví obři, jako jsou Uran a Neptun, jsou pravděpodobně nedostatečně vyvinuté plynné planety, které se začaly tvořit příliš pozdě, když už v disku nebyl dostatek plynu.

## Historie

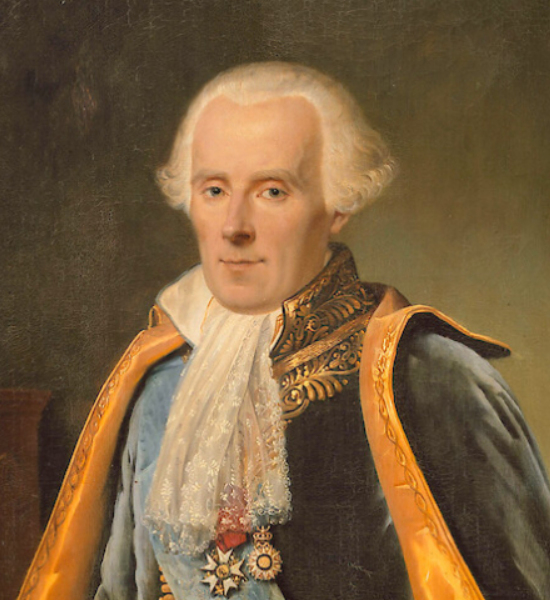
Pierre Simon de Laplace, jeden z autorů mlhovinové hypotézy

Mlhovinová hypotéza byla poprvé formulována roku 1734 švédským vědcem Emanuelem Swedenborgem. Immanuel Kant, který byl s touto myšlenkou podrobně obeznámen, ji roku 1755 dále rozvinul. Podle něj pomalu rotující plynná mračna (mlhoviny) vlivem gravitace kolabují a zplošťují se, až se z nich nakonec vytvářejí hvězdy a planety. Podobný model navrhl také roku 1796 Pierre Simon de Laplace. Jeho model popisoval smršťující se a chladnoucí protosolární mrak – sluneční mlhovinu. Jak se mlhovina smršťovala, zplošťovala se a tvořily se v ní prstence materiálu, které dále kolabovaly až vytvořily planety. Laplaceův model převládal po celé 19. století. Jeho hlavním problémem však bylo rozdělení momentu hybnosti mezi Sluncem a planetami. Ačkoliv ve Slunci je soustředěno 99,86 % hmoty, jeho moment hybnosti činí jen 1 % momentu hybnosti celé soustavy, zbytek pak připadá na ostatní obíhající tělesa, a tento fakt Laplaceova hypotéza nedokázala nijak vysvětlit. Proto byla počátkem 20. století z větší části opuštěna.
Neúspěch Laplaceova modelu stimuloval vědce k tomu, aby se ho pokusili nějak nahradit. Během 20. století bylo navrženo mnoho teorií, jako například planetesimální teorie Thomase Chamberlina a Foresta Moultona (1901), slapový model Jamese Jeanse (1917), akreční model Otto Šmidta (1944), protoplanetární teorie Williama McCrea (1960) a nakonec teorie zachycení Michaela M. Woolfsona. Roku 1978 Andrew Prentice opět vzkřísil původní Laplaceovy myšlenky tvorby planet a zformuloval tzv. moderní Laplaceovu teorii. Žádný z těchto pokusů však nebyl zcela úspěšný.
V současnosti široce akceptovaná teorie tvorby planet ze sluneční mlhoviny označovaná anglickým výrazem Solar Nebular Disk Model (SNDM), má své počátky v pracích sovětského astronoma Viktora Sergejeviče Safronova. Jeho kniha Evolucija doplanětnogo oblaka i obrazovanie Zemlji i planět, která byla roku 1972 přeložena i do anglického jazyka, měla velký dopad na odbornou veřejnost a vývoj názorů na vznik planet. V knize byly formulované všechny hlavní problémy procesu tvorby planet a některé z nich autor dokázal i vyřešit. Safronovovy myšlenky ve svých pracích dále rozvíjel zejména George Wetherill. Ačkoliv se teorie původně týkala pouze vzniku a vývoje sluneční soustavy, nyní ji vědci považují za platnou pro vývoj planetárních soustav v celém vesmíru.

## Úspěchy a problémy mlhovinového modelu

### Úspěchy

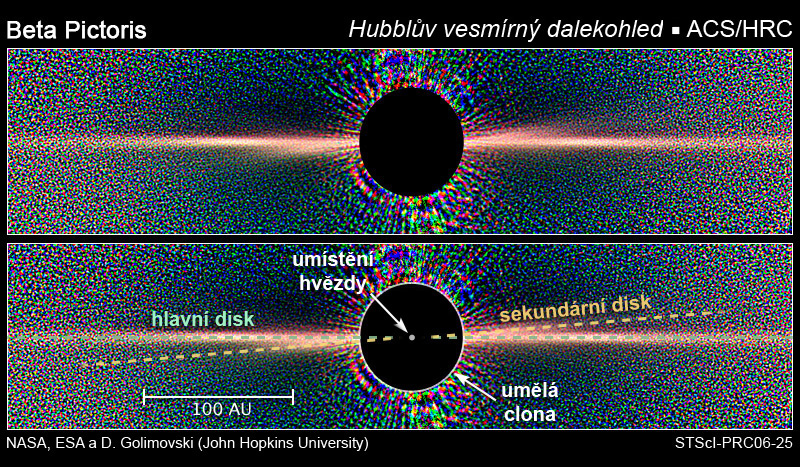
Jednou z prvních hvězd, kolem níž byl nalezen cirkumstelární disk, byla Beta Pictoris. Hubbleův vesmírný dalekohled později odhalil, že kolem hvězdy dokonce krouží disky dva. Možným vysvětlením je přítomnost exoplanety obíhající pod určitým sklonem, která svou gravitací vysává materiál z hlavního disku.

Kolem hvězd během jejich utváření vzniká akreční disk a lze ho nalézt kolem všech hvězd starých přibližně 100 milionů let. Tento závěr byl kromě různých teoretických úvah podpořen zejména objevem prachoplynových disků kolem protohvězd a hvězd typu T Tauri. Z jejich pozorování vyplynulo, že prachová zrna, která je tvoří, nabývají na objemu ve velmi krátké době (tisíců let) a vytvářejí se z nich tělíska o velikosti asi 1 centimetru.
V současné době již astrofyzikové také rozumí procesu, jakým 1 km velké planetesimály dorostou do těles o průměrech kolem 1000 km. Tento proces probíhá v každém disku, v němž je hustota planetesimál dostatečně vysoká. Akrece těchto těles bývá zpočátku velmi překotná, následně jejich růst zpomaluje a konečným výsledkem je vznik protoplanet různých velikostí, které značně závisí i na jejich vzdálenosti od hvězdy. Různé simulace ukázaly, že další srážky protoplanet ve vnitřních částech protoplanetárního disku vedou k vytvoření několika těles velikosti Země. Původ terestrických planet se tedy v současné době již zdá prakticky vysvětlen.

### Problémy
Studium akrečních disků naráží také na řadu problémů. Nejvýznamnějším z nich je, jakým způsobem ztrácí materiál, který se zformoval v protohvězdu, svůj moment hybnosti. Zdá se pravděpodobné, že tento moment hybnosti se nějakým způsobem přenáší na vzdálenější části disku, ale přesný mechanismus tohoto přenosu není stále znám. Rovněž procesy, které vedou k vymizení disků nejsou dostatečně objasněny.
Dalším velkým nevyřešeným problémem mlhovinové hypotézy je vznik planetesimál, tj. jak se 1 cm velká tělíska pospojují do 1 km velkých těles. Tento mechanismus by zřejmě rovněž poskytl také odpověď na otázku, proč kolem některých hvězd obíhají planety, zatímco kolem jiných jen prachové prstence.
Astrofyzikové zatím zcela úplně nerozumí ani vzniku plynných obrů. Současné teorie nedokáží vysvětlit, jak je možné, že jejich jádra narostou dostatečně rychle na to, aby k sobě stihla ještě připoutat tak velké množství plynu z rychle mizejícího protoplanetárního disku. Střední délka doby života těchto disků, která činí méně než 10 milionů let, se zdá na vytvoření takových jader příliš krátká.
Problémem se zdá být také migrace plynných obrů. Podle některých výpočtů by totiž jejich interakce s okolním materiálem v disku mohla vést k rychlému přemístění směrem dovnitř soustavy, a pokud by tato migrace nebyla nějakým způsobem zastavena, planety by se dostaly do vnitřních částí soustavy a nedosáhly by své velikosti.

## Vznik hvězd a protoplanetárních disků

### Protohvězdy

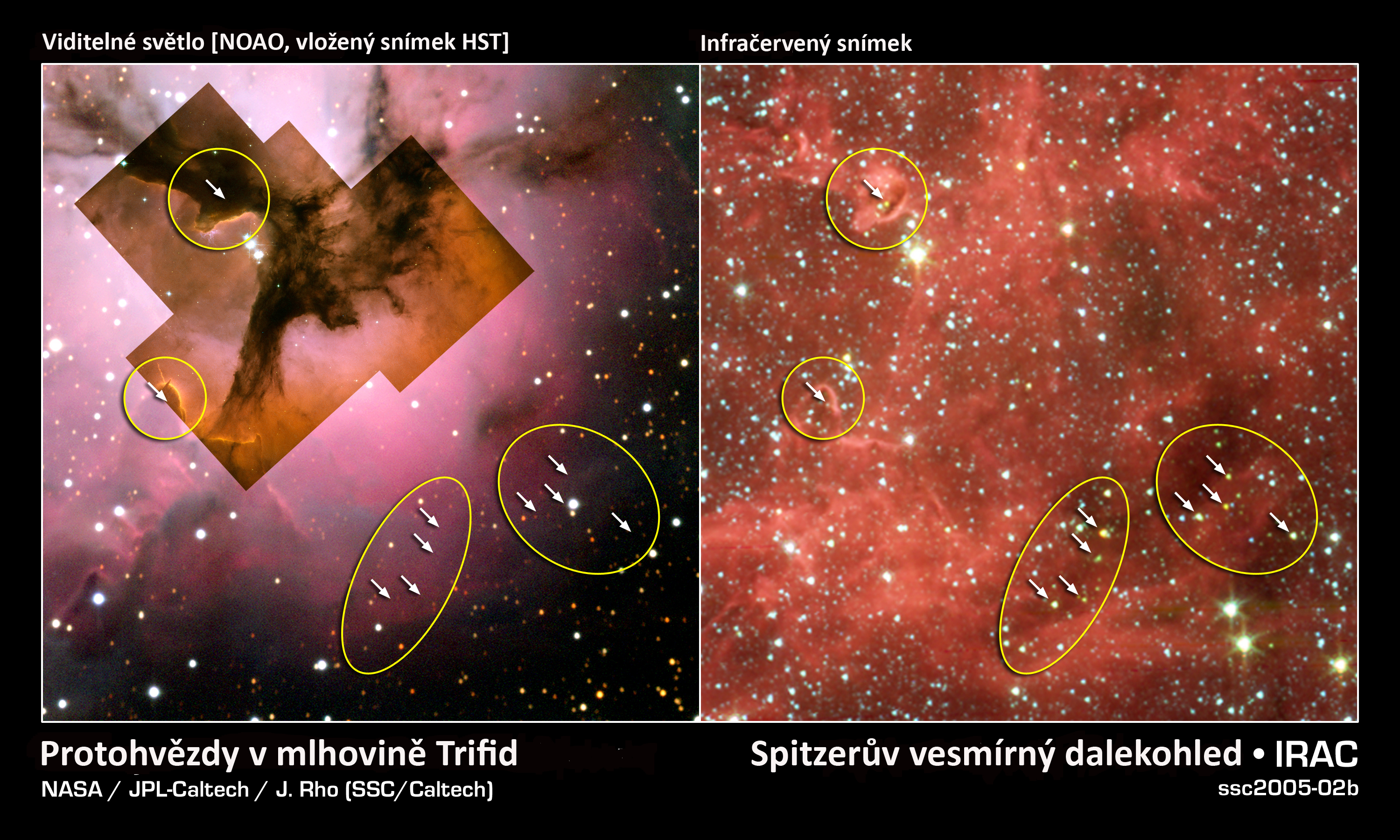
Protohvězdy na záběrech mlhoviny Trifid ve viditelném (vlevo) a infračerveném světle (vpravo). Jde o obrovský prachoplynový oblak, v němž se tvoří hvězdy. Mlhovina se nachází v souhvězdí Střelce, asi 5400 světelných let daleko.

Hvězdy se tvoří uvnitř obrovských molekulárních mračen sestávajících z chladného molekulového vodíku, které mívají průměr kolem 20 parseků a jejichž hmotnost přibližně 300 000krát přesahuje hmotnost Slunce. V průběhu milionů let mohou tato mračna začít kolabovat a rozpadat se na menší části. Z jejich fragmentů se pak tvoří malá hustá jádra, která dále kolabují a vytvářejí hvězdy. Hmotnosti těchto jader se mohou pohybovat v rozmezí od malého zlomku hmotnosti Slunce až po několik Sluncí. Nazývají se protostelární (nebo v případě vznikajícího Slunce protosolární) mlhoviny. Jejich průměr bývá od 0,01 do 0,1 parseku (2000–20 000 astronomických jednotek) a hustota počtu částic (molekul plynu) přibližně mezi 10 000 až 100 000 cm−3.
Počáteční fáze kolapsu protostelární mlhoviny o hmotnosti Slunce trvá asi 100 000 let. Každá rotující mlhovina má nějaký moment hybnosti. Plyn v její centrální části, jehož moment hybnosti je relativně malý, se rychle stlačuje a vytváří dále se již nestlačující jádro, které obsahuje jen malý zlomek hmoty původní mlhoviny. Toto jádro je zárodkem budoucí hvězdy. Jak kolaps mlhoviny pokračuje, vlivem zákona zachování hybnosti se rotace zmenšující se plynné obálky zrychluje, což částečně plynu brání, aby dále padal na centrální jádro. Místo toho je vytlačován směrem ven podél jeho rovníkové roviny a vytváří tak akreční disk. Hmotnost jádra postupně roste, až se z něj nakonec stane mladá horká protohvězda. V této fázi je spolu se svým diskem zahalena v obálce plynu, který stále ještě padá směrem dovnitř, a není proto přímo pozorovatelná. Obálka je natolik neprůhledná, že dokonce i záření milimetrových délek uniká z jejího vnitřku jen velmi obtížně. Tyto objekty velmi jasně září hlavně na milimetrových a submilimetrových délkách. Bývají označovány jako protohvězdy třídy 0. Kolaps bývá často provázen bipolárními výtrysky, které směřují na obě strany podél rotační osy disku. Takové výtrysky lze v oblastech s rodícími se hvězdami pozorovat často. Zářivý výkon protohvězd třídy 0 je vysoký – protohvězda hmotnosti Slunce může zářit až 100krát více než Slunce. Hlavním zdrojem jejich energie je gravitační kolaps; v této fázi v protohvězdě ještě nedochází k vodíkové fúzi.

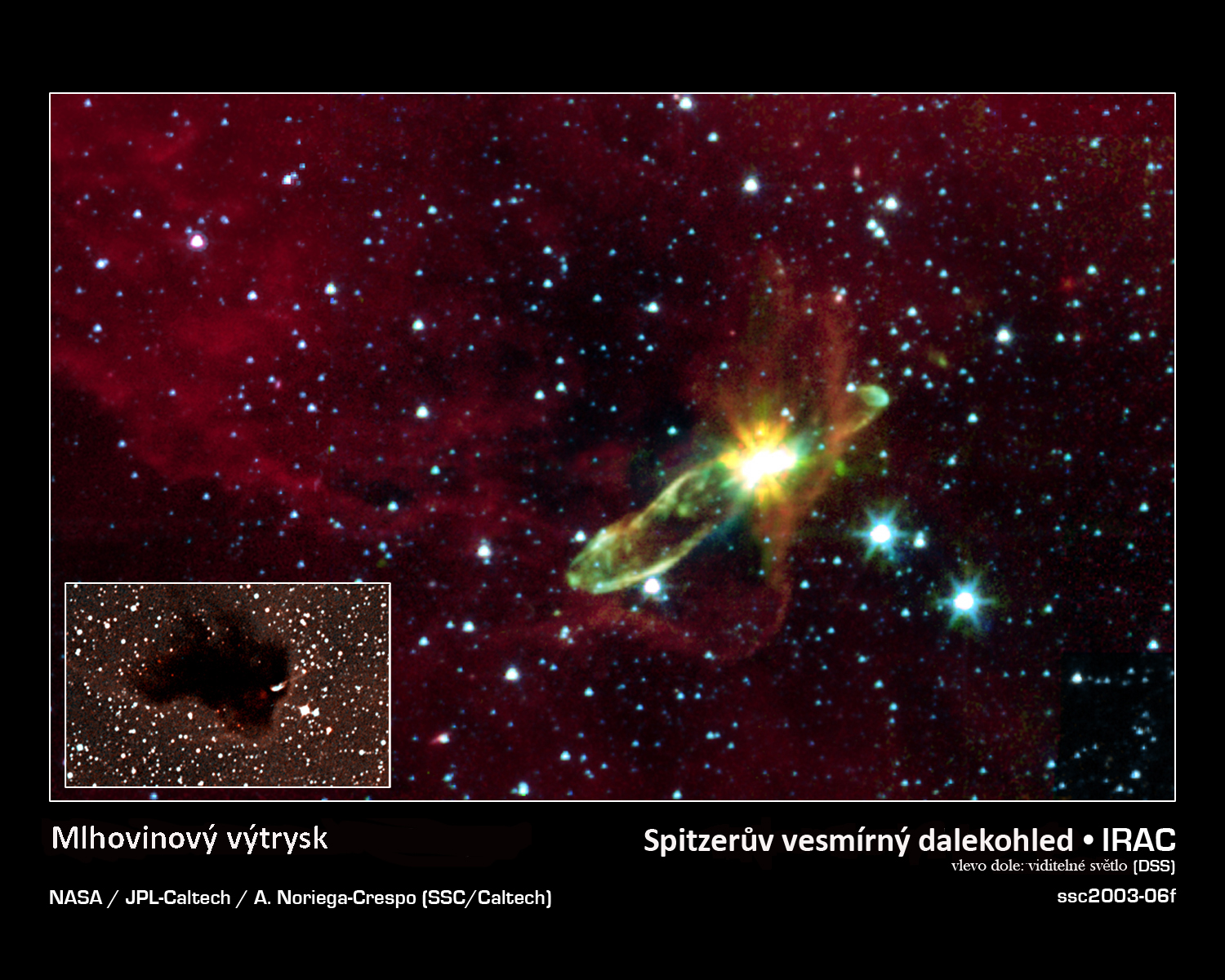
Infračervený snímek molekulárního výtrysku z jinak skryté čerstvě zrozené hvězdy HH 46/47

Plyn obklopující protohvězdu dále padá na protoplanetární disk, a z původního oblaku již zbývá jen tenká a stále více průhledná obálka. Mladou hvězdu již pak lze pozorovat přímo; nejprve ve vzdálené infračervené oblasti světelného spektra a později i ve viditelném světle. Přibližně v této době je v protohvězdě zažehnuta fúze deuteria a o něco později také běžného vodíku. Nová hvězda se tak rodí asi 100 000 let po počátku kolapsu původní mlhoviny. Vnější vzhled mladé hvězdy odpovídá protohvězdě třídy I, která bývá také označována jako mladá hvězda typu T Tauri. V této době již má hvězda velkou část své konečné hmotnosti: hmotnost disku a zbývající obálky dosahuje již jen 10–20 % hmotnosti centrální hvězdy.
V další fázi již obálka úplně mizí a veškerý materiál z ní se nachází v disku. Protohvězda se stává klasickou hvězdou typu T Tauri. K tomu dochází přibližně po 1 milionu let. Hmotnost disku kolem klasické hvězdy typu T Tauri činí asi 1–3 % hmotnosti hvězdy a jeho akrece postupuje přibližnou rychlostí 10miliontiny až miliardtiny hmotnosti Slunce ročně. Rovněž lze pozorovat bipolární výtrysky. Akrece vysvětluje všechny zvláštní vlastnosti klasických hvězd typu T Tauri: neobvykle silné emisní čáry, magnetickou aktivitu a výtrysky. Emisní čáry vznikají, když plyn dopadá na hvězdu, k čemuž dochází v blízkosti jejích magnetických pólů. Výtrysky jsou potom vedlejším produktem této akrece a odnášejí přebytečný moment hybnosti. Klasická fáze hvězd typu T Tauri trvá asi 10 milionů let. Protoplanetární disk nakonec zcela vymizí vlivem akrece, formování planet, výtrysků a fotoevaporace způsobené ultrafialovým zářením z centrální hvězdy i jiných blízkých hvězd. Mladá hvězda tak vstoupí do fáze čárově slabé hvězdy typu T Tauri, která se pak postupně, v průběhu milionů let, přemění na běžnou hvězdu, jako je naše Slunce.

### Protoplanetární disk

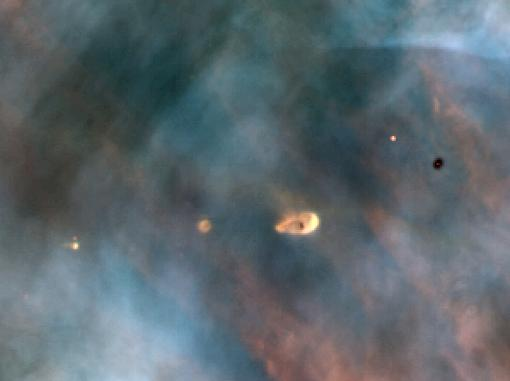
Tvořící se protoplanetární disk ve Velké mlhovině v Orionu

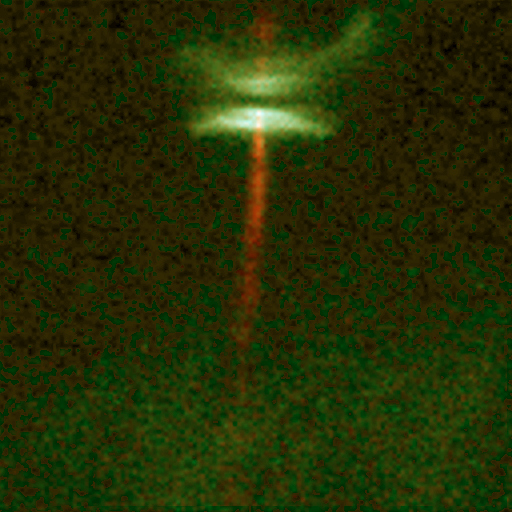
Protoplanetární disk HH-30 v souhvězdí Býka s typickým stelárním výtryskem

Za určitých okolností se může v protoplanetárním disku začít rodit nová planetární soustava. Protoplanetární disky byly pozorovány kolem poměrně velkého počtu hvězd v mladých hvězdokupách. Vznikají již v prvních fázích tvorby hvězdy, ale zpočátku nejsou kvůli neprůhledné plynné obálce, jež je obklopuje, pozorovatelné. Disk obklopující protohvězdu třídy 0 je pravděpodobně masivní a horký. Jedná se o akreční disk, který protohvězdu ve svém středu zásobuje materiálem. Jeho teplota může ve vzdálenosti 5 astronomických jednotek od hvězdy přesáhnout až 400 kelvinů a ve vzdálenosti 1 AU dokonce 1000 kelvinů. Zahřívají ho zřejmě rozpadající se turbulence a dopadající plyn z okolní mlhoviny. Vysoká teplota v jeho vnitřní části způsobuje, že většina prchavých látek, např. voda, a některé organické látky a kamenné materiály se vypaří. V pevném stavu zde zůstanou pouze žáruvzdorné materiály, jako je železo. Led může přežít jen ve vnějších částech disku.
Hlavními problémy při studiu akrečních disků jsou vznik turbulencí a mechanismy odpovědné za vysokou efektivní viskozitu. Turbulentní viskozita je pravděpodobně příčinou přenosu hmoty na centrální protohvězdu a momentu hybnosti do vnějších oblastí disku. To je důležité pro pokračující akreci, protože centrální protohvězda může přijímat další plyn pouze, pokud ztratí většinu svého momentu hybnosti, který musí být odnesen malou částí plynu pryč. Výsledkem tohoto procesu je růst protohvězdy i průměru disku, který může, pokud byl původní moment hybnosti mlhoviny dostatečně velký, dosáhnout až do vzdálenosti 1000 AU. Astronomové běžně pozorují velké disky v mnoha oblastech vzniku nových hvězd, jako je například Velká mlhovina v Orionu.
Akreční disk může existovat po dobu kolem 10 milionů let. Jakmile hvězda dosáhne fáze klasické hvězdy typu T Tauri, disk se začne ztenčovat a chladnout. Méně prchavé materiály začnou kondenzovat i v oblastech blíže jeho středu a vytvářet prachová zrnka o velikosti 0,1–1 μm, která obsahují krystalické křemičitany. Transport materiálu z vnějších částí disku může promíchat nově vytvořená prachová zrna s těmi staršími, obsahujícími různé organické a jiné prchavé látky. Takové promíchání by vysvětlilo některé zvláštnosti ve složení těles sluneční soustavy, jako je například přítomnost mezihvězdného prachu ve starých meteoritech a žáruvzdorných materiálů v kometách.
Prachové částice mají v hustém prostředí disku tendenci se k sobě lepit, což vede k vytváření větších tělísek až do velikosti několika centimetrů. Stopy těchto procesů shlukování prachu mohou být pozorovány v infračerveném spektru záření vycházejícího z mladých disků. Další hromadění pak vede ke vzniku planetesimál, jejichž průměr je 1 km nebo i větší. Tyto planetesimály jsou již základními stavebními kameny, z nichž vznikají planety. Přesný proces vedoucí k tvorbě planetesimál je zatím nevyřešeným problémem fyziky akrečních disků, neboť při větších velikostech již prosté shlukování přestává být dostatečně účinné. Určitou oblibu si získala hypotéza gravitační nestability. Podle ní se tělíska o rozměru několika centimetrů nebo větší pomalu usazují poblíž střední roviny disku, kde vytvoří velmi tenkou – méně než 100 km silnou – a hustou vrstvu. Tato vrstva je gravitačně nestabilní a může se rozpadat do početných shluků, které potom gravitačně kolabují do planetesimál.
Vznik planet může být rovněž spuštěn gravitační nestabilitou uvnitř disku, která vede k jeho rozpadu do shluků. Některé z nich, pokud jsou dostatečně husté, mohou začít gravitačně kolabovat, což může vést k rychlému vzniku plynných obrů a dokonce i hnědých trpaslíků, a to v časovém úseku kolem 1000 let. Tento proces je však možný pouze u masivních disků, jejichž hmotnost je větší než 0,3 hmotnosti Slunce. Pro srovnání, typický disk dosahuje hmotnosti pouze 0,01 až 0,03 hmotnosti Slunce. Protože masivní disky jsou vzácné, může se tento mechanismus vzniku planet uplatňovat jen velmi málo.
Na definitivním rozpadu protoplanetárního disku se podílí několik různých mechanismů. Vnitřní část disku končí vlivem akrece v centrální hvězdě, anebo je vystřelena bipolárními výtrysky pryč. Vnější části se buď vypaří pod vlivem silného ultrafialového záření z centrální hvězdy (v době, kdy se tato nachází ve fázi hvězdy typu T Tauri) anebo z jiných blízkých hvězd. Plyn ve střední části disku buď pohltí, anebo odmrští, nově vytvořené planety a malé prachové částice zase vytlačí hvězdný vítr vanoucí z centrální hvězdy. Jediné co nakonec zbude, je planetární systém. Pouze v případech, kdy ztroskotal proces tvorby planetesimál, zůstává kolem hvězdy prachový disk bez planet.
Protože planetesimály bývají velmi početné a jejich populace se vyskytuje napříč protoplanetárním diskem, některé mohou přežít dobu tvorby planetárního systému. Planetky jsou pravděpodobně takovými pozůstalými planetesimálami, které se navzájem obrousily do menších rozměrů. Komety jsou zase planetesimálami ze vzdálených oblastí planetárního systému. Meteority jsou kousky planetesimál, které dopadly na povrch planety a poskytují vědcům velké množství informací o vzniku naší sluneční soustavy. Některé typy meteoritů jsou jen kousky malých roztříštěných planetesimál, které neprošly žádnou vnitřní diferenciací, zatímco jiné mohou být pozůstatky planetesimál mnohem větších rozměrů.

## Vznik planet

### Terestrické planety

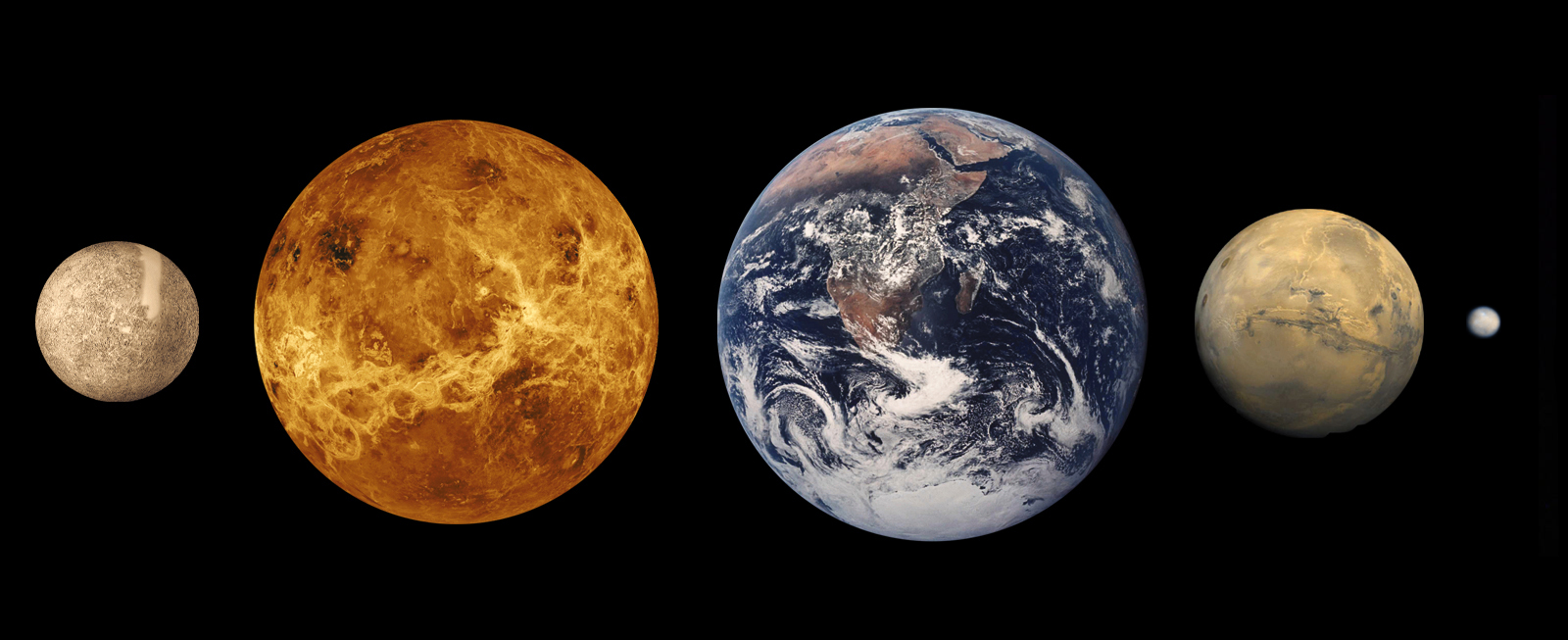
Vzájemné srovnání velikostí planet Merkur, Venuše, Země, a Mars a trpasličí planety Ceres. Merkur a Mars jsou někdy označovány za poslední protoplanety, které přežily ve vnitřní části sluneční soustavy.

Podle modelu vyplývajícího z mlhovinové teorie se terestrické planety tvoří ve vnitřní části protoplanetárního disku, ohraničené tzv. sněžnou čárou, před níž je teplota příliš vysoká na to, aby se zde mohly tvořit částice z vodního ledu a dalších prchavých látek. Výsledkem je, že se zde shlukují pouze různé kamenné materiály, z nichž se později utvářejí kamenné planetesimály. Předpokládá se, že u hvězd velikosti Slunce takové podmínky existují v částech disku, které jsou od ní vzdálené 3 až 4 astronomické jednotky.
Poté, co se vytvořily malé planetesimály o velikosti asi 1 km v průměru, začíná fáze velmi překotné akrece. V této době tělesa velmi rychle nabývají na hmotnosti, přičemž větší tělesa zvětšují svou hmotnost rychleji, a to na úkor těles menších. Tato fáze trvá asi 10 000 až 100 000 let a končí, když velká tělesa dosáhnou velikosti asi 1000 km v průměru. Následné zpomalení akrece je způsobeno gravitačním rušením zbývajících planetesimál již vytvořenými velkými tělesy. Nakonec větší tělesa růst těles menších zcela zastaví.
V další fázi planetesimály přejdou do uspořádaného, tzv. oligarchického růstu. Ten je charakterizován dominancí několika stovek větších těles, tzv. oligarchů, se kterými se srážejí a následně splývají menší planetesimály. Mimo tyto oligarchy už žádné jiné těleso nemůže růst. Vlivem zbývajících planetesimál jsou oligarchové od sebe drženi ve vzdálenosti asi desetinásobku poloměru tzv. Hillovy sféry (tj. okruhu převládajícího gravitačního vlivu tělesa). Výstřednost a sklon jejich oběžných drah zůstávají malé. Oligarchové pokračují v akreci, dokud nejsou z disku v jejich okolí vyčerpány všechny planetesimály. Rovněž někteří sousední oligarchové se mohou navzájem srazit a splynout. Jejich konečná hmotnost (tzv. omezená hmotnost) závisí na jejich vzdálenosti od hvězdy a hustotě planetesimál. Pro terestrické planety činí 0,1 hmotnosti Země, tj. asi hmotnost Marsu. V závěru této etapy je zformováno asi 100 protoplanet velikosti Měsíce až Marsu, které jsou rovnoměrně rozprostřeny a vzdálenosti mezi nimi dosahují pěti až desetinásobku poloměru jejich Hillovy sféry. Pravděpodobně se nachází v mezerách v protoplanetárním disku a navzájem jsou od sebe odděleny prstenci ze zbývajících planetesimál. Tato fáze trvá zřejmě několik stovek tisíc let.
Poslední fází tvorby terestrických planet je etapa jejich vzájemných srážek. Začíná v době, kdy již zbývá jen velmi malý počet planetesimál a protoplanety jsou již natolik hmotné, že se navzájem začínají gravitačně rušit, což uvede jejich oběžné dráhy v chaos. Během této fáze protoplanety vytlačí zbývající planetesimály a občas se spolu srazí. Výsledkem tohoto procesu, který trvá 10 až 100 milionů let, je vznik jen velmi omezeného počtu těles velikosti Země. Simulace ukazují, že počet přeživších planet se v průměru může pohybovat mezi 2 a 5. Ve sluneční soustavě jsou takovými planetami Země a Venuše. K jejich vytvoření bylo potřeba splynutí přibližně 10 až 20 protoplanet, přičemž zhruba stejný počet jich byl ze sluneční soustavy vymrštěn pryč. Je možné, že některé z těchto protoplanet, které měly svůj původ v dnešním hlavním pásu asteroidů, s sebou nesly vodu, a daly tak vzniknout pozemským oceánům. Mars a Merkur mohou být považovány za protoplanety, kterým se podařilo tuto chaotickou dobu přežít. Vytvořené terestrické planety se nakonec usadí na víceméně stabilních oběžných drahách, čímž se vysvětluje, proč jsou planetární systémy obvykle obsazené až na hranici únosnosti, nebo jinými slovy, na pokraji nestability.

### Plynní obři

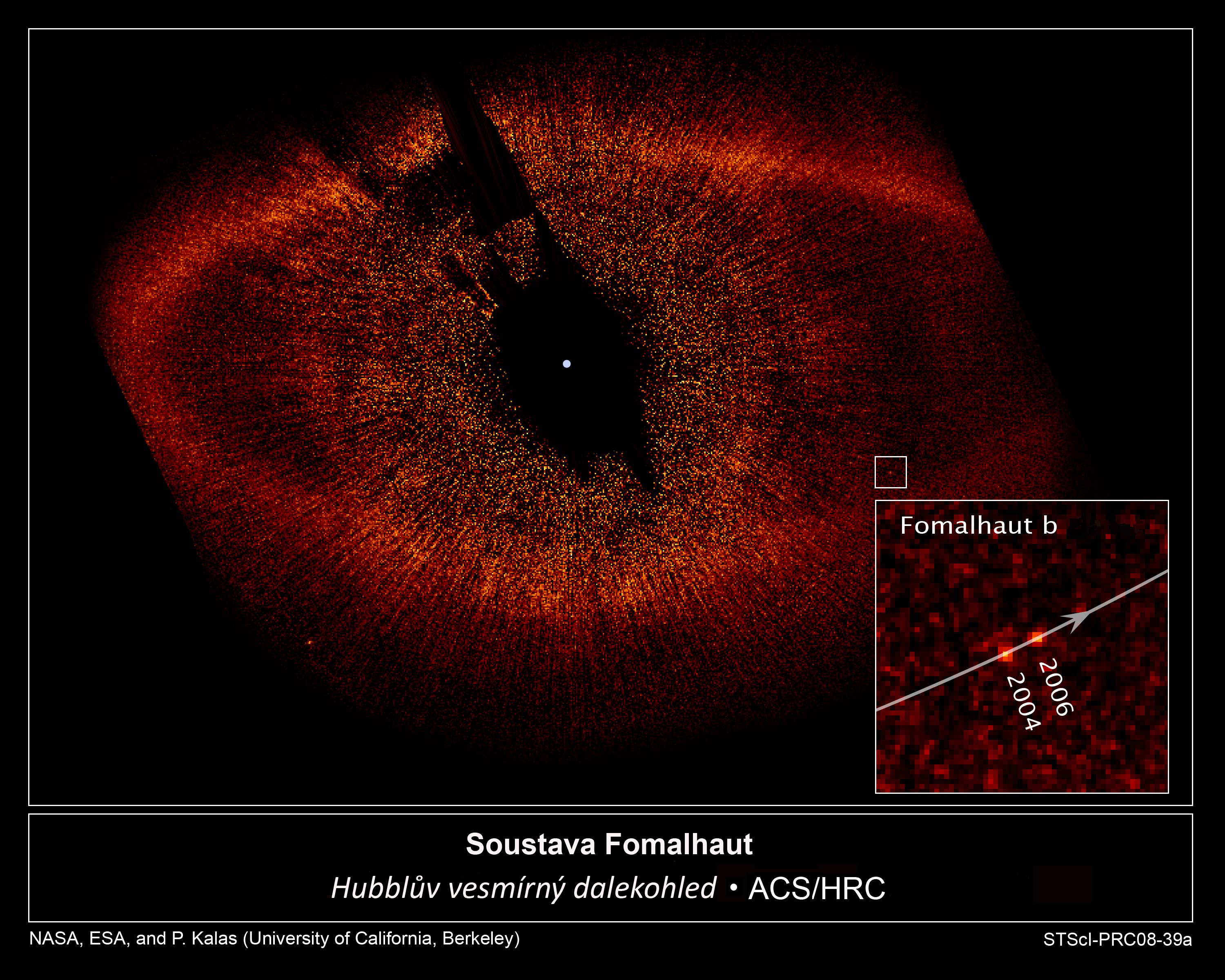
Disk kolem hvězdy Fomalhaut s obíhající planetou Fomalhaut b na snímku Hubbleova vesmírného teleskopu

Přesný proces vzniku plynných obrů je pro planetology stále nevyřešený problém. V rámci mlhovinového modelu vzniku planetárního systému existují pro vznik obřích planet dvě různé teorie. Podle první z nich se plynní obři tvoří v masivních protoplanetárních discích jako důsledek gravitačního shlukování (viz výše). Gravitační nestabilita takového disku může vést i k vytváření tzv. hnědých trpaslíků, kteří bývají obvykle řazeni mezi hvězdy. Slibnější možností se však zdá být jiný model, který dokáže vysvětlit vznik obřích planet i v relativně málo hmotných discích (dosahujících i méně než 0,1 hmotnosti Slunce). V tomto modelu probíhá tvorba obřích planet ve dvou fázích: nejprve vzniká akrecí jádro o hmotnosti přibližně 10 Zemí, na které se následně nabaluje plyn z protoplanetárního disku.
Tvorba jader obřích planet pravděpodobně probíhá stejným způsobem jako u planet terestrických. Začíná na úrovni planetesimál, které procházejí obdobím překotného růstu, na nějž navazuje pomalejší růst oligarchický. Nenastává zde však zřejmě období vzájemných srážek, protože ve vnějších částech planetárního systému jsou takové srážky velmi málo pravděpodobné. Dalším rozdílem je složení planetesimál, které se v tomto případě vytvářely za sněžnou čárou, takže se skládají hlavně z ledu, který převyšuje kamenné materiály v poměru 4:1. Díky tomu je zde hmotnost planetesimál asi čtyřikrát vyšší.
V discích s nejmenší možnou hmotností, která ještě umožňuje tvorbu terestrických planet, by ve vzdálenosti 5 astronomických jednotek od hvězdy (tj. stejné jako je vzdálenost Jupiteru od Slunce) mohly během 10 milionů let (což je doba, po které již plynné disky kolem hvězd velikosti Slunce zanikají) vzniknout pouze planetární jádra o hmotnosti 1 až 2 Zemí, což by ke vzniku plynných obrů nepostačovalo. Řešením by mohlo být desetinásobné zvětšení potřebné hmotnosti disku, dále migrace protoplanet, díky níž by se mohly srážet s větším množstvím planetesimál, a konečně také stupňování akrece vlivem odporu plynu obklopujícího planetární jádro. Kombinace těchto faktorů by mohla vysvětlit vznik jader plynných obrů, jako jsou Jupiter nebo Saturn. Vznik planet jako Uran nebo Neptun je o něco složitější a astronomové jejich tvorbu ve vzdálenostech 20 až 30 astronomických jednotek od centrální hvězdy nedokáží vysvětlit. Někteří proto přišli s myšlenkou, že tyto planety se původně zformovaly někde v oblasti mezi Jupiterem a Saturnem, a teprve později migrovaly na své současné pozice.

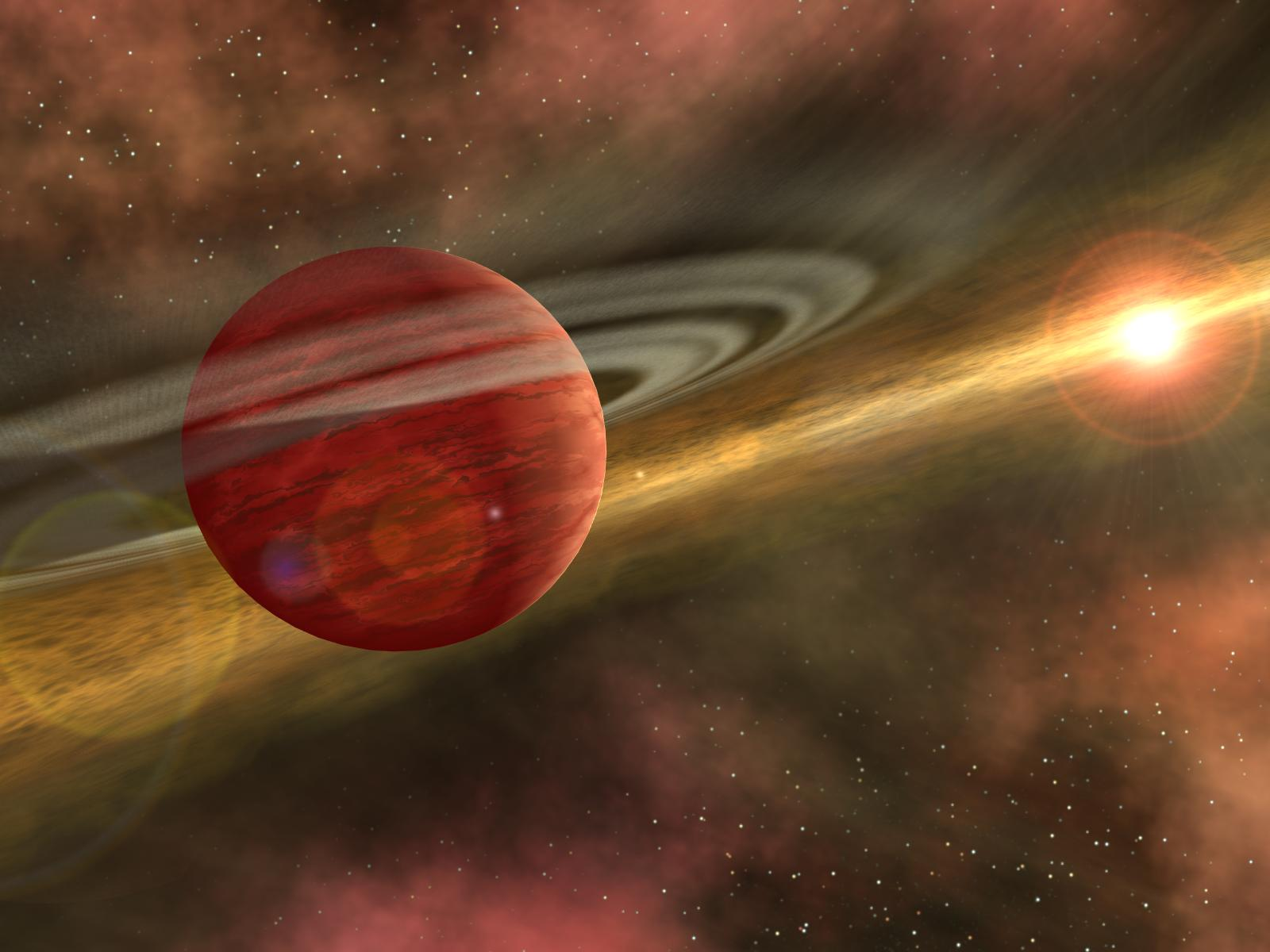
Umělecká představa planety obíhající kolem blízké hvězdy v mezeře, kterou si vytvořila v prachoplynovém disku

Jakmile jednou planetární jádra dosáhla dostatečné hmotnosti (asi 5 až 10 násobku hmotnosti Země), začala na sebe nabalovat okolní plyn. Zpočátku šlo o pomalý proces, který se po několika milionech let, když jejich hmotnost dosáhla 30násobku hmotnosti Země, dramaticky zrychlil. Zbývajících asi 90 % své celkové hmotnosti planety nasbíraly již jen během přibližně 10 000 let. Další akrece plynu končí, jakmile je veškerý plyn v okolí vyčerpán, takže v protoplanetárním disku vzniká prázdná mezera. Podle tohoto modelu jsou vlastně Uran a Neptun jádra plynných obrů, která ustrnula na počátku svého vývoje, protože se začala tvořit příliš pozdě, v době, kdy už v disku nezbýval téměř žádný plyn. Po fázi překotné akrece plynu následuje období migrace nově vytvořených plynných obrů, takže planety mohou ještě pomalu nabalovat další plyn. Jak planety na sebe plyn nabalují, vzniká kolem nich v disku mezera. Migrace je způsobená vzájemným gravitačním působením planety nacházející se v prázdné mezeře s materiálem zbývajícího disku. Jakmile disk zcela zmizí, nebo když planeta dosáhne jeho okraje, migrace končí.
Podle některých teorií končí tímto způsobem na vnitřním okraji disku svou pouť tzv. horké Jupitery, tj. plynní obři velikosti planety Jupiter, kteří se ze vzdálených chladných oblastí planetární soustavy dostali na oběžné dráhy ležící velmi blízko centrální hvězdy. V dubnu roku 2010 však tým astronomů vedený Andrew Cameronem a Didier Quelozem oznámil, že z jím sledovaného vzorku 27 horkých Jupiterů jich více než polovina má své dráhy výrazně nakloněny, a že pohyb šesti z nich je dokonce retrográdní, tzn. v opačném směru, než v jakém rotuje centrální hvězda. Takové dráhy již nelze vysvětlit migrací způsobenou gravitační interakcí s okolním prachoplynovým diskem. Astronomové navrhli hypotézu, podle níž exoplanety byly na neobvyklou oběžnou dráhu navedeny vlivem gravitačních poruch způsobených jinou planetou nebo dokonce blízkou hvězdou. Takový proces by patrně trval ještě déle než dosud uvažované způsoby migrace, až stovky milionů let, a všechny menší planety by během něho byly zřejmě ze systému zcela vymeteny.
Obří planety mohou významně ovlivnit i tvorbu planet terestrických. Přítomnost obrů totiž zvyšuje výstřednost a sklon oběžných drah planetesimál a protoplanet v terestrické oblasti planetární soustavy (která se v případě sluneční soustavy nachází ve vzdálenosti do 4 AU od Slunce). Na druhé straně, pokud by se plynní obři vytvořili příliš brzy, mohli by akreci vnitřních planet zpomalit nebo i zabránit. Pokud se však vytvoří ke konci fáze oligarchického růstu terestrických planet, jak se pravděpodobně stalo ve sluneční soustavě, ovlivní velmi významně vzájemné srážky protoplanet, které nabudou mnohem dramatičtější podoby. V důsledku toho se počet terestrických planet sníží a současně se zvětší jejich velikost. Kromě toho se jejich vlivem terestrické planety vytvoří blíže centrální hvězdě. Ve sluneční soustavě však byl vliv plynných obrů, z nichž největší byl vliv Jupitera, částečně omezen jejich poměrně velkou vzdáleností od terestrických planet.
Oblast planetárního systému, která přímo sousedí s oblastí plynných obrů, je ovlivněna odlišným způsobem. Zde může výstřednost oběžných drah protoplanet vzrůst tak výrazným způsobem, že se mohou dostat až do těsné blízkostí některého z těchto obrů. Pravděpodobným důsledkem takového setkání pak je vystřelení tělesa ven z planetárního systému. Protože zde nezbudou žádné protoplanety, nevytvoří se v oblasti ani žádné planety. Vedlejším účinkem tohoto jevu je, že v oblasti zůstane určitý menší počet planetesimál, neboť sami plynní obři bez pomoci protoplanet nedokáží celou oblast sami beze zbytku vyčistit. Celková hmotnost všech přeživších planetesimál je malá, neboť protoplanety v součinnosti s obřími planetami stihly ještě před svým vlastním vymrštěním 99 % procent z nich vymést. Taková oblast se nakonec promění v pás planetek, podobný hlavnímu pásu, který se ve sluneční soustavě nachází ve vzdálenosti 2 až 4 AU od Slunce.